# Botocudo delineatus
Botocudo delineatus är en insektsart som först beskrevs av William Lucas Distant 1893.  Botocudo delineatus ingår i släktet Botocudo och familjen Rhyparochromidae. Inga underarter finns listade i Catalogue of Life.